# Symbolanthus yaviensis
Symbolanthus yaviensis är en gentianaväxtart som beskrevs av J.A. Steyermark. Symbolanthus yaviensis ingår i släktet Symbolanthus och familjen gentianaväxter. Inga underarter finns listade i Catalogue of Life.